# Dvorec Sporta Jubilejnyj
Dvorec sporta Jubilejnyj je zimní stadion ve městě Orsk v Orenburské oblasti Ruské federace. Kapacita činí 4 588 diváků. Hokejový klub Jižní Ural zde pořádá svá domácí utkání.
Stavba sportovního paláce začala v polovině 80. let 20. století. Otevřeno bylo na konci srpna 1985 k 250. výročí založení Orska. Stadion přešel rozsáhlou rekonstrukcí v roce 2008.